# Carrer del Programari lliure
El Carrer del Programari lliure està situat a la ciutat de Berga, està dedicat al programari lliure i fou inaugurat el 3 de juliol de 2010 per Richard Stallman, el fundador de la Free Software Foundation.
El carrer té una llargada de 300 metres i està ubicat una àrea pròxima al Parc del Pla de l'Alemany, al sud-oest de la ciutat. És una via amb diversos establiments com l'Hotel Berga Park, una escola, una comissaria de policia, algunes oficines, una zona de parc i altres edificis.

## Història
El juny de l'any 2009, Albert Molina, Xavier Gassó, i Abel Parera, estaven en plena preparació de l'organització de la Primera Conferència sobre programari lliure a Berga. En complir-se aquest esdeveniment sol·licitaren al Consell Municipal de Berga que s'anomenés un carrer de la mateixa ciutat en honor i valoració del programari lliure. Així fou que a l'any següent, el gener de 2010, durant la preparació de les següents conferències, Albert Molina i Xavier Gassó intentaren contactar amb representats polítics, per tal de donar impuls a la idea i convidar Richard Stallman a participar en els actes protocol·laris. Finalment, el Consell Municipal adoptà la resolució (amb 14 vots a favor i 2 abstencions al plenari municipal) i anomenà un Carrer del Programari Lliure a la ciutat, que seria inaugurat el 3 de juliol de 2010, a les 20:00, pel llavors alcalde de Berga, Juli Gendrau, junt amb Richard Stallman que assistí i intervingué també en la inauguració.